# Gebhard Fürst
Gebhard Fürst (ur. 2 grudnia 1948 w Bietigheim), niemiecki duchowny katolicki, biskup Rottenburga-Stuttgartu w latach 2000-2023. 

## Życiorys
Święcenia kapłańskie otrzymał 27 marca 1977 z rąk bpa Georga Mosera.
Doktoryzował się z teologii fundamentalnej na wydziale teologicznym Uniwersytetu Eberharda Karola w Tybindze. W latach 1986–2000 był dyrektorem diecezjalnej akademii.

### Episkopat
7 lipca 2000 Jan Paweł II mianował go biskupem ordynariuszem diecezji Rottenburga-Stuttgartu. Sakry biskupiej udzielił mu abp Oskar Saier.
W 2013 został odznaczony Orderem Zasługi Badenii-Wirtembergii.
4 grudnia 2023 Franciszek przyjął jego rezygnację z urzędu biskupa ordynariusza diecezji Rottenburga-Stuttgartu.